# Mount Dragovan
Mount Dragovan är ett berg i Antarktis. Det ligger i Östantarktis. Nya Zeeland gör anspråk på området. Toppen på Mount Dragovan är 2 360 meter över havet, eller 371 meter över den omgivande terrängen. Bredden vid basen är 3,2 km.
Terrängen runt Mount Dragovan är bergig åt nordost, men åt sydväst är den kuperad. Trakten är obefolkad. Det finns inga samhällen i närheten. 